# Royaume de Sarawak
1841–1946
Entités précédentes :
- empire de Brunei

Entités suivantes :
- Colonie de Sarawak (en)

Le royaume de Sarawak est un ancien État fondé en 1841 par l'aventurier britannique James Brooke, à l'origine sur un territoire vassal du sultanat de Brunei, au nord-ouest de l'île de Bornéo. Il possède des frontières avec le sultanat de Brunei au nord, et le Bornéo hollandais au sud. Les côtes du Sarawak sont bordées par la mer de Chine méridionale. Le royaume exista pendant plus d’un siècle et fut dirigé par la dynastie des Rajas blancs jusqu'en 1946, date à laquelle le descendant, Charles Vyner Brooke, céda ses droits sur le Sarawak au Royaume-Uni, à l'issue de l'occupation de l'armée japonaise qui dura de 1941 à 1945.
À l'origine ancré autour de la région de Kuching, le royaume de Sarawak s’agrandit successivement jusqu'à obtenir sa superficie finale en 1905 grâce notamment à des annexions consenties par les populations locales et des achats de territoires. De ces agrandissements en découleront le découpage administratif de l'État qui est le reflet de cette progression des territoires du Sarawak vers l'est.
L'impact de la dynastie des Rajahs blancs sur le développement économique du Sarawak est considérable. À ce titre, c'est sans aucun doute avec le deuxième Rajah, Charles Brooke, que le pays prit son essor économique avec notamment la mise en place de sites de production de ressources modernes comme des exploitations de caoutchouc ou des champs de puits de pétrole.

## Histoire

### Histoire du royaume
À sa création le royaume de Sarawak est surtout composé de jungles profondes et de quelques localités habitées par la population hétéroclite vivant sur le territoire. Les Rajahs Blancs s'efforcent dès lors de développer le territoire que ce soit sur le plan territorial, économique ou encore sur la scène internationale tout en conciliant les différents peuples vivants sur place. À ce titre, les trois souverains ont laissé, chacun à leur manière, leur marque dans le royaume.

#### Règne de James Brooke (1841-1868)

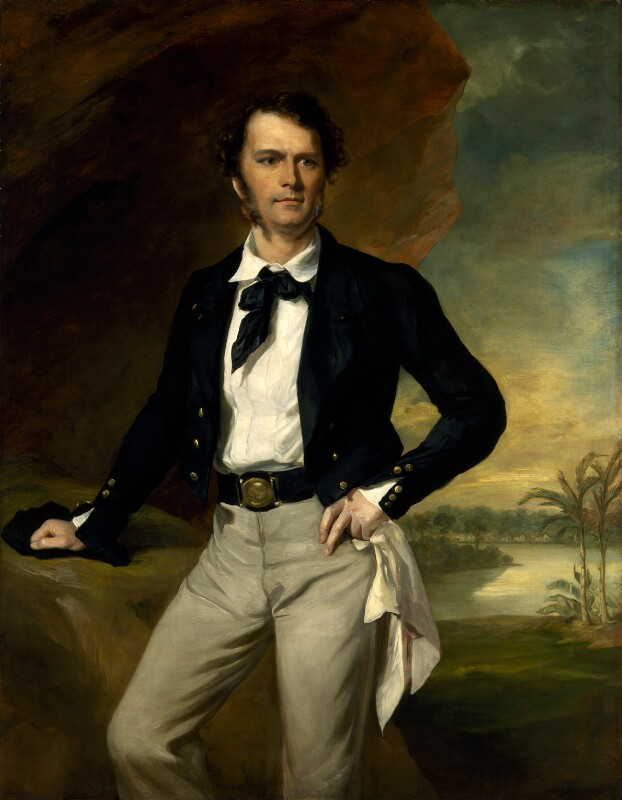
James Brooke, premier Rajah blanc de Sarawak

En 1839, le sultanat de Brunei est en proie à une guerre civile depuis quatre ans. Les tribus Dayaks et les Malais se révoltent contre le sultan de Brunei, Omar Ali Saifuddin II (1799-1852). Celui-ci dépêche son oncle, le Radjah Mudah Hassim, pour pacifier la région du Sarawak. James Brooke jette l'ancre au large du Sarawak le 15 août 1839 et se manifeste auprès de la population locale en tirant quelques salves de canons. Mudah Hassim le reçoit et sollicite son assistance dans la répression de la révolte en cours. L'intervention de Brooke est efficace et à l'issue du conflit, il est intronisé rajah de Sarawak par Hassim le 24 septembre 1841. Brooke fonde par la même occasion la dynastie des Rajas blancs qui règne sur le royaume jusqu'à sa disparition en 1946. D'abord vassal du sultanat de Brunei, le royaume de Sarawak se détache progressivement de ce dernier sous l'impulsion du premier rajah. Ainsi en 1850, le Sarawak est reconnu par les États-Unis et en 1864 par le Royaume-Uni. De plus, en 1863, un consul d'Angleterre est nommé au Sarawak alors que Lord Palmerston est Premier ministre.
Une constitution de six articles est écrite dès 1841, celle-ci assure les droits des indigènes et le respect de ces derniers. Les trois grands maux du Sarawak sont alors la chasse de têtes, l'esclavage et la piraterie, cette dernière s'étant développée par l'interdiction du commerce maritime aux équipages autochtones par les anciens colonisateurs portugais et néerlandais. Pour les éradiquer, Brooke jette les bases d'une administration moderne inspirée des méthodes occidentales ce qui consolide l'établissement d'un État, notamment en libéralisant le commerce maritime. Il met également fin à la pratique dit du « serah » qui donne le droit à un Malais d’accaparer n’importe quelle ressource ou objet d’un Dayak sans contestation possible. La lutte contre la piraterie s'opère également par la force avec la constitution d'une petite armada sarawakienne, avec notamment le Jolly Bachelor navire de construction entièrement locale, qui combat, dès 1843, contre les pirates du fleuve Saribas (en) avec le soutien du Dido (en), un bâtiment de la Royal Navy commandé par Henry Keppel, ami de James Brooke,. C'est sur les rives du fleuve Skrang que les opérations se poursuivent puis sur les côtes du Bruneï, qui s'était allié avec les pirates. En 1849, une seconde campagne contre les pirates est menée. Une nouvelle armada est constituée, composée de trois navires de la Royal Navy (le Royalist, l' Albatross et le Nemesis (en)), de 18 pirogues de guerre sarawakiennes ainsi que d'une cinquantaine de pirogues de guerre autochtones. Cette flotte combat contre les pirates du fleuve Saribas lors de la bataille de Batang Maru qui se solde par une cuisante défaite de ces derniers. Dès lors, les pirates du fleuve Saribas se soumettent à l'autorité du Rajah blanc.
Incarnant l'image même de l'aventurier romantique, James Brooke est reçu à Londres par la reine Victoria. Le but du voyage est de renforcer les liens entre les deux états. Plusieurs sources mentionnent que le rajah aurait effectué ce voyage pour discuter de l'éventuelle cession du Sarawak à la couronne britannique sous la forme d'une colonie. Plusieurs lettres auraient ainsi été envoyées préalablement à Londres par Brooke, lettres vantant les atouts du Sarawak. D'autres sources mentionnent la volonté farouche des Rajahs Blancs de ne jamais céder le royaume sous forme de colonie,. Dans le même temps, le territoire du Sarawak ne cesse de s'agrandir de la rivière Sandong jusqu'au Tanjong Kidurong grâce à l'achat de terre et les annexions consenties des populations locales.
Ces agrandissement sont le fruit de la politique interne de Brooke qui cherche (et réussit) à concilier les élites locales malaises avec le gouvernement notamment en octroyant des titres honorifiques à ces dernières. Il réhabilite ainsi dès son accession au pouvoir les titres honorifiques de « Datu Patinggi », « Datu Temenggong » (commandant en chef des forces armées) et « Datu Bandar » (commandant du Port) qui désignent les trois souverains héréditaires malais du Sarawak, tout en leur accordant une pension annuelle.
En 1857, une révolte éclate, des chercheurs d'or chinois venant de la ville de Bau manquent de peu de prendre le pouvoir à la suite d'une attaque sur la capitale Kuching. Ces mineurs chinois se rebellent en raison d'une vieille rancune autour d'une charte d'exploitation minière approuvée plus de dix ans plus tôt par le rajah contre l'avis des Chinois. En outre, cette rancœur est ravivée par la condamnation de la principale société d'exploitation d'or chinoise à une lourde amende. Kuching est alors prise par les rebelles chinois et incendiée. Brooke parvient à s'échapper de justesse. Il s'appuie alors sur la fidélité des tribus locales pour reconquérir son pouvoir et chasser les rebelles. C'est notamment son neveu Charles Brooke qui mène les renforts dayaks qui libérent Kuching. La plupart des bâtiments de la ville sont détruits lors de cette insurrection dont les principaux du pays comme la maison du rajah, la bibliothèque, ou encore la majorité des maisons européennes. Le royaume de Sarawak peut alors compter sur une aide internationale avec notamment l'envoi de matériel de la part des Néerlandais et de la Borneo Company. L'ancienne école de James Brooke, la Norwich Grammar School envoie un don pour édifier une nouvelle bibliothèque, l'université de Cambridge fait de même. Un navire de la Royal Navy, le Spartan, est également envoyé sur les lieux mais avec l'unique ordre de protéger les intérêts britanniques et non d'aider le Sarawak. Une brève rébellion malaise est réprimée dans la foulée par Charles Brooke. D'intenses combats ont cependant lieu dans la ville de Mukah (en) qui est prise par des troupes dayaks de nouveau menées par Charles. Le gouverneur des établissements des Détroits envoie alors une canonnière à Mukah ainsi qu'un contingent de Royal Marines afin de protéger les intérêts britanniques. En 1859, le Sarawak frôle la guerre avec le Royaume-Uni lorsqu'un bateau à vapeur de la Royal Navy menace d'ouvrir le feu sur un contingent de troupes sarawakiennes, retranchées près de Mukah, menées par Brooke. Après une brève hésitation, les troupes sarawakiennes battent en retraite. Spencer St John, fidèle ami et serviteur du Sarawak ainsi que personnage très influent au sein des instances britanniques, alors à Londres, obtient rapidement des excuses officielles de la part du ministre des Affaires étrangères, Sir John Russell, ce qui clôt aussitôt cet incident diplomatique.
À la fin de ces rébellions James Brooke, fatigué par la vie sous un climat tropical, rentre en Angleterre et laisse son neveu Brooke Brooke, futur successeur, administrer le pays. Ce dernier continue la tâche d'institutionnalisation du pays. Ainsi en 1862 le corps armé des Rangers du Sarawak est créé. En 1863 le dollar de Sarawak est introduit dans le pays. Un nouveau projet de cession du royaume est envisagé, projet largement facilité par la présence de Brooke en Angleterre et par la présence d'un ambassadeur du Sarawak auprès du gouvernement britannique. Ce projet n'est pas du goût du successeur désigné du royaume Brooke Brooke. Sentant le danger venir, James écarte son neveu Brooke de la succession et nomme un autre de ses neveux, Charles Anthony Johnson Brooke, comme héritier du royaume. James Brooke revient une dernière fois au Sarawak en 1863 puis repart en Angleterre. Le fondateur du royaume s'éteint le 11 juin 1868 à Burrator (en) au Royaume-Uni après près de 27 ans de règne.

#### Règne de Charles Brooke (1868-1917)

Expansion du Royaume de Sarawak.

À la mort de son oncle, James Brooke, le 11 juin 1868, Charles Anthony Johnson devient le 2e Rajah blanc du royaume de Sarawak. Le nouveau souverain ajoute le nom Brooke à son nom d'origine pour régner sous le même nom que son oncle. Il hérite d'un royaume doté d'une administration moderne et bien implantée. Brooke s'efforce de continuer l'œuvre de son oncle tout en implantant le Sarawak sur les réseaux commerciaux. Il mene ainsi de nombreuses campagnes guerrières pour son oncle, ce qu'il continue de faire une fois devenu rajah. Sous son règne, le territoire du Sarawak est étendu en 1881 à Baram, après de longues tractations diplomatiques avec le Brunei et le gouvernement britannique), Limbang, (en compensation d'assassinats de sujets du Sarawak par des sujets du Brunei) en 1890 et Lawas en 1905, pour atteindre ses frontières actuelles. Ces agrandissements territoriaux se font au détriment du sultanat de Brunei dont l'influence est en déclin. Ainsi, tout juste intronisé, il mene une campagne contre les Kayans qui vivent en amont du fleuve Rejang en raison notamment de leur soutien aux rébellions contre le pouvoir. Avec près de 1 200 hommes, Charles Brooke soumet les Kayans après la réception d'une délégation kayane à Kanowit (en). Face à la récurrence des tensions le long de la frontière hollandaise dues aux conflits tribaux, Charles Brooke est invité, avec sa femme Margaret, à Pontianak, dans le Bornéo hollandais, afin de régler à l'amiable les contentieux. Lors de ce voyage, Brooke obtient la reconnaissance officielle de la part des Pays-Bas ainsi que la coopération de ces derniers dans la lutte contre les conflits tribaux frontaliers. Parallèlement, l'Italie, après son unification, reconnaît également officiellement le royaume.
Dans le même temps, Charles Anthony Johnson fait ériger un réseau de fortifications stratégiques, dont Fort Margherita construit près de l'Astana (en), le lieu de villégiature du gouvernement, qui prolonge les quelques forteresses bâties par James Brooke comme Fort Alice. Ces fortifications doivent servir à défendre la capitale Kuching des attaques, (particulièrement celles des chercheurs d'or chinois après leur attaque de 1857),. Charles Brooke est désigné comme « Sa Grandeur, le Rajah de Sarawak » à partir de 1874 bien qu'il faille attendre le couronnement d'Édouard VII pour que ce titre devienne officiel. Il est pleinement reconnu comme souverain sur la scène internationale notamment par l'Italie qui lui accorde le titre de commandeur de l'ordre de la Couronne d'Italie. Le Sarawak devient en 1888 protectorat britannique reconnaissant la souveraineté du Rajah ce qui éloigne le royaume de toute annexion coloniale,,,. Dans le même temps Charles Brooke reçoit le titre de grand-croix de l'ordre de Saint-Michel et de Saint-Georges.

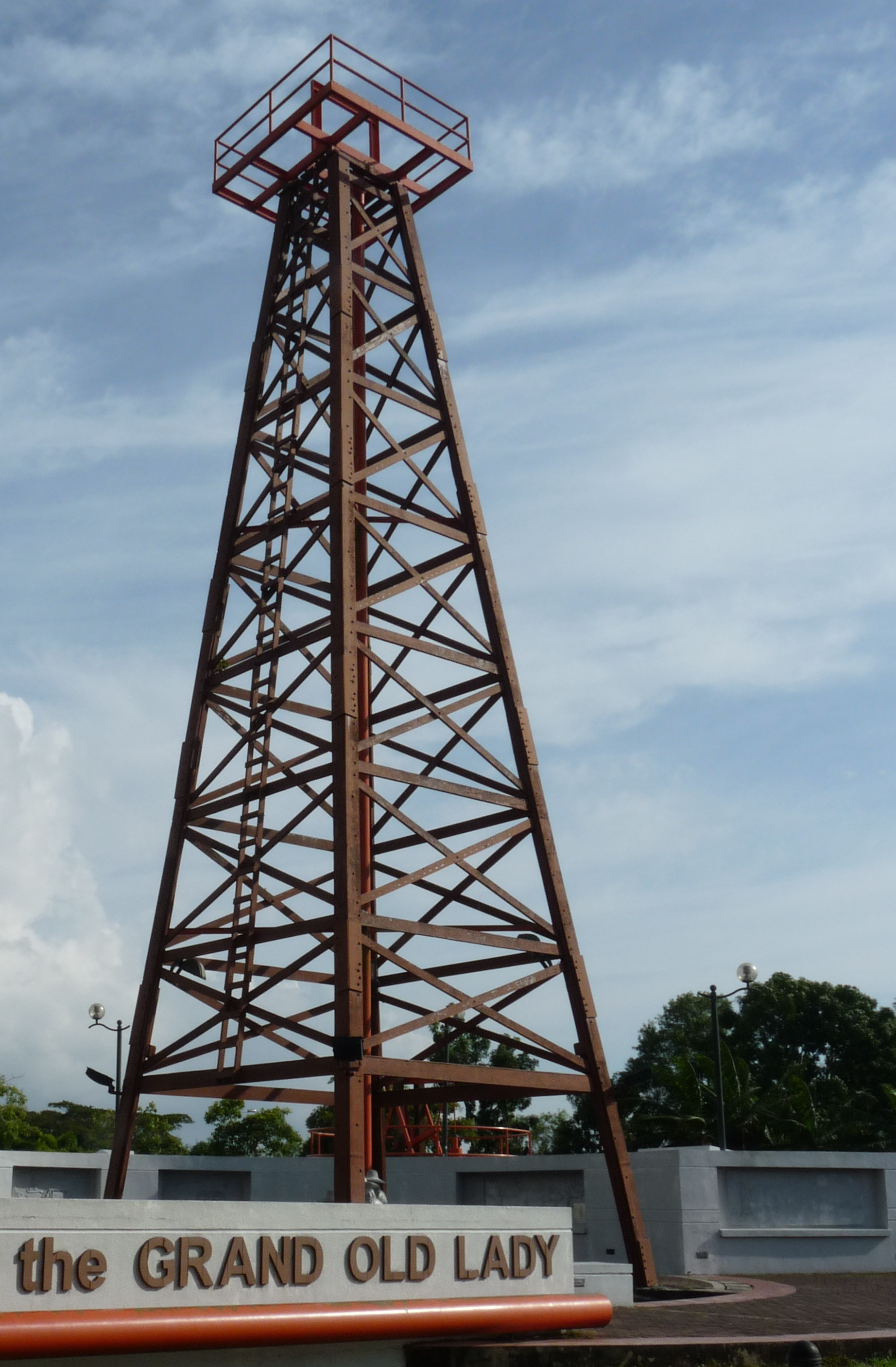
Un des puits pétroliers de Miri

Bien que né en Angleterre, Charles Anthony Johnson Brooke entretient d'excellentes relations avec la population locale. Il a vécu pendant très longtemps dans la jungle aux côtés des anciens insurgés Dayaks dont il devient le chef de guerre au service du Sarawak. Sa connaissance des langues locales malaise et iban lui permet de faire fructifier ses relations et de maintenir la paix au sein du royaume. Profitant de cette stabilité, il favorise l'essor d'industries modernes au Sarawak, notamment avec l'aide financière de sa femme Margaret de Windt, ce qui stimule une économie jusqu'alors bien morne. En effet les mutations industrielles, les glissements déséquilibrés des marchés britanniques (annonciateur de la future Grande Dépression de 1873) et la surestimation des ressources du territoire n'incitent pas les investisseurs à s'établir au Sarawak. Avec l'aide des technologies occidentales, des productions industrielles de caoutchouc et de pétrole sont lancées, notamment dans la région de Miri. On crée également de vastes plantations d'hévéas et on ouvre de nouvelles mines d'or et de charbon. Le second rajah blanc s'attelle à moderniser son pays que ce soit sur le plan des mœurs ou des infrastructures. On crée notamment une compagnie nationale de navigation à la fin des années 1870. Charles Brooke se consacre également à l'éradication de l'esclavage dans ces territoires. Ainsi, par une succession de petits amendements et de décrets, il parvient à faire évoluer les mentalités locales en promulguant un ultime décret[Quand ?] en 1876 stipulant la libération de tous les esclaves sous cinq ans. Il met cette même énergie dans la modernisation du système éducatif du Sarawak, toujours avec la même idée de ne pas détruire les valeurs des peuples indigènes. Ainsi, aux côtés des écoles malaises, chinoises, et catholiques déjà existantes à Kuching, un système éducatif particulier est créé pour les Dayaks. Cependant seuls les hommes dayaks vont à l'école, alors que les femmes, selon l'adat local, doivent rester dans les forêts. C'est également dans cette optique que Charles Brooke créé en 1891 le musée de Sarawak, le premier de l'île de Bornéo.
C'est sous le règne de Charles Brooke que se produit le 20 janvier 1884 le Grand Feu de Kuching. Attisé par le vent, l'incendie détruit 200 bâtiments en quelques heures avant que la pluie ne fasse son apparition et ne l'éteigne. Le rajah profite de cette destruction opportune pour procéder à de grands aménagements de voiries en élargissant les rues et en décrétant la construction de nouvelles habitations, non pas en bois, mais en brique. On commence à installer le téléphone, dans les nouveaux quartiers construits, au début du XXe siècle. Kuching est alors en pleine modernisation. Bientôt, des infrastructures nécessaires au développement d'un réseau de distribution d'eau potable sont construites (réservoirs, canalisations, etc.). On relie par télégraphe la capitale du Sarawak à Singapour. Un premier cinéma est également inauguré en 1905 dans la capitale ainsi qu'une ligne de chemin de fer en 1915. À la mort de Charles Anthony Johnson Brooke, le 17 mai 1917, les industries et les infrastructures sont considérablement modernisées au Sarawak,,,.
La question de la succession de Charles Brooke est plus complexe qu'il n'y parait. Le problème n'est pas le manque de descendance comme pour James Brooke mais bien la confiance que leur accorde le rajah. Ainsi, c'est Charles Vyner Brooke, son fils ainé, qui doit succéder mais une querelle avec son père l'écarte temporairement du pouvoir, notamment à cause des voyages réguliers du prince héritier hors du pays, si bien que Charles nomme son fils cadet, Bertram Brooke, successeur du royaume. Ce dernier, loyal envers son frère, refuse alors la succession. Le rajah se pose alors la question de l'abdication, d'une cession du Sarawak au Royaume-Uni ou encore d'une régence. Finalement, et après avoir adressé des excuses officielles au souverain, Charles Vyner redevient le prince héritier et les affaires du royaume lui sont confiées en 1916 face à la vieillesse du rajah,,.

#### Règne de Charles Vyner Brooke (1917-1946)

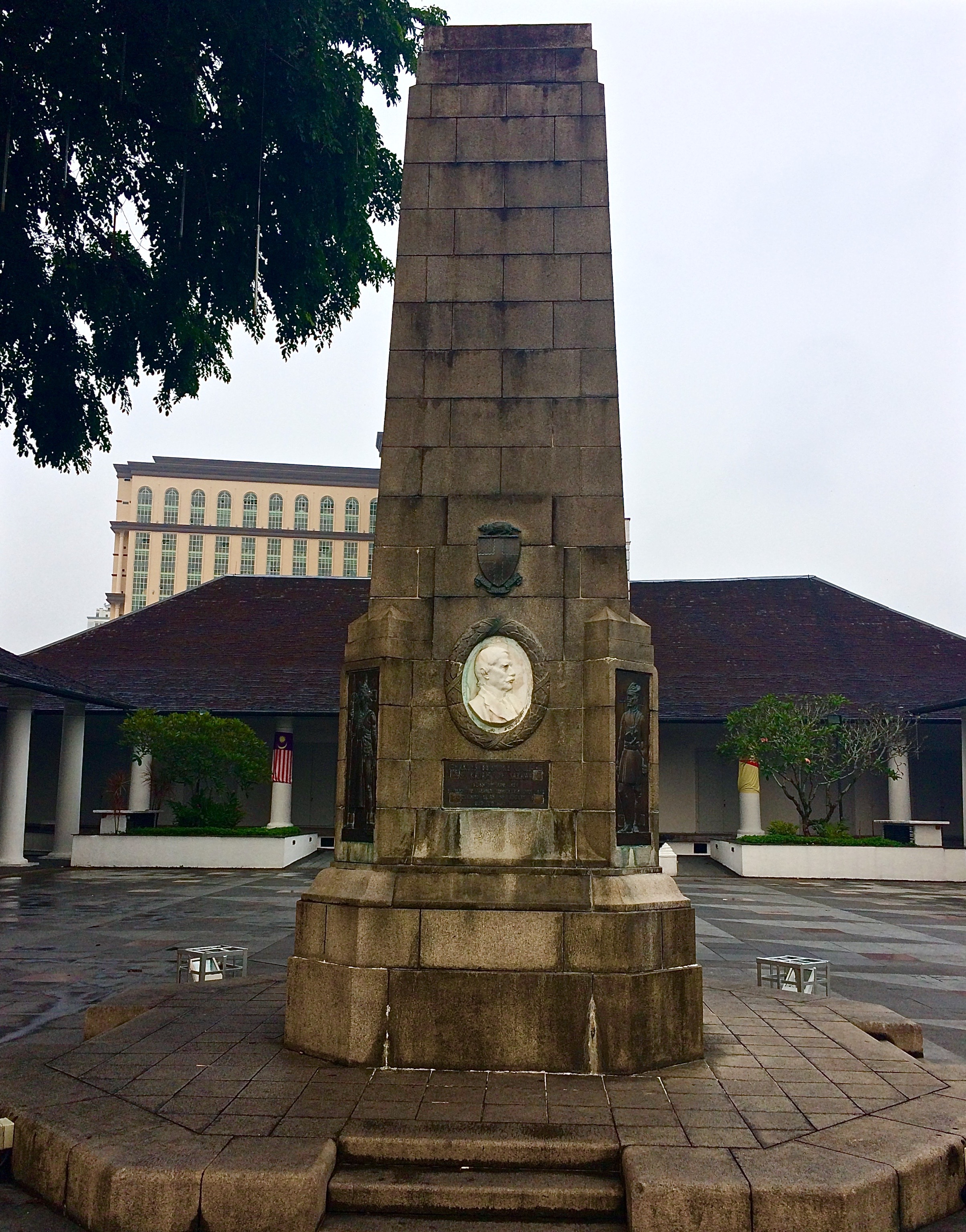
Le Charles Brooke Memorial

Charles Vyner Brooke devient le 3e Rajah blanc du Sarawak après le décès de son père le 17 mai 1917. La proclamation du nouveau rajah se fait le 24 mai 1917 et son intronisation officielle se fait un an plus tard en 1918. À l'instar de ces deux prédécesseurs, il est apprécié par la population bien qu'il doit faire face à des contestations récurrentes des leaders indigènes locaux. Il interdit les missions chrétiennes et protège les traditions locales, à l'exception de celle de «la réduction des têtes», grâce notamment à l'instauration d'un code pénal calqué sur le modèle britannique en 1924. Il crée la première réserve naturelle du pays en 1920, celle de Semengoh, à vingt kilomètres au sud de Kuching, qui existe toujours aujourd'hui. Malgré cette relative aisance, le rajah Charles Vyner passe la plupart de son temps loin du Sarawak, sur les champs de courses londoniens ou dans les salons singapouriens. C'est son frère Bertram Brooke qui assume la charge du pouvoir en son absence. Charles Vyner garde cependant une certaine popularité auprès de sa population notamment grâce au prestige dégagé par son prédécesseur. Un monument rendant hommage à Charles Brooke est ainsi inauguré le 16 octobre 1924. Le monument se compose d'un petit obélisque de granit, portant en médaillon le profil du premier rajah, flanqué de quatre reliefs représentants respectivement un dayak, un chinois, un malais et un kayan. Cinq ans plus tard, en 1929, c'est une léproserie qui est fondée aux abords de Kuching.
Il fait également adopter, en 1941, une nouvelle constitution qui met fin au pouvoir absolu que détenait le rajah depuis 1841 et institue un conseil chargé de discuter des lois. D'importantes cérémonies sont organisées à l'occasion du centenaire de la création du royaume, le règne des Brooke est salué par le tir de 101 coups de canons au-dessus de la rivière Sarawak. Des rencontres sportives sont organisées, ainsi que des défilés militaires, des régates, des discours, des comices agricoles. Tous les chefs de tribus sont conviés aux festivités, ainsi que les membres d'un navire de guerre britannique présent à quai dans le port de Kuching. Un défilé de nuit est organisé avec notamment une réplique miniature du bateau Royalist, avec lequel James Brooke avait débarqué au Sarawak plus de 100 ans plus tôt.
À la fin de cette même année, le pays est envahi par l'empire du Japon lors de l'invasion de Bornéo. Les troupes britanniques, présentes sur place en vertu de l'accord de protectorat de 1888 (six pelotons d'infanterie dont le 2/15 du régiment du Punjab et le 205th de la Royal Air Force), et les Rangers du Sarawak sont rapidement mis en déroute par l'armée japonaise. Kuching est activement bombardée par l'aviation nippone et tombe aux mains des Japonais au soir du 24 décembre 1941. Le rajah s'enfuit avec sa famille à Sydney puis à Londres et reste là-bas pendant les quatre années d'occupation. Le Sarawak est dans un premier temps administré par le général Toshinari Maeda, ce dernier trouve la mort dans un crash d'avion près de Bintulu en 1942. Les infrastructures et l'économie du Sarawak sont considérablement endommagées pendant le conflit en dépit des efforts japonais pour les conserver. La plupart des officiers européens du Sarawak sont internés au Batu Lintang Camp où beaucoup périssent des suites de conditions de vies très difficiles. Le pays est libéré en juin 1945 par les forces australiennes commandées par le général Wooten. Le retour du rajah blanc est triomphal et l'accueil réservé au souverain et sa femme est somptueux. Bien vite le rajah se retrouve face à un pays exsangue et amputé de ses ressources. Charles Vyner Brooke se tourne alors vers la couronne britannique pour reconstruire le pays et relever le territoire. Il abdique en juillet 1946, le pays devient alors une colonie à part entière de l'Empire britannique.

### Rajahs de Sarawak
| No | Image | Nom                  | Période de règne | Remarque                           |
| -- | ----- | -------------------- | ---------------- | ---------------------------------- |
| 1  |       | James Brooke         | 1841-1868        | 1er Rajha blanc                    |
| 2  |       | Charles Brooke       | 1868-1917        | Neveu du précédent, 2d Rajha blanc |
| 3  |       | Charles Vyner Brooke | 1917-1946        | Fils du précédent, 3e Rajha blanc  |

## Politique
Le royaume de Sarawak se dote, au fur et à mesure de son histoire, de tous les symboles d'un État (drapeau, hymne, devise, etc.), qui s'incarne dans le souverain. La place de ce dernier au sein des institutions du pays est proéminente.

### Institutions

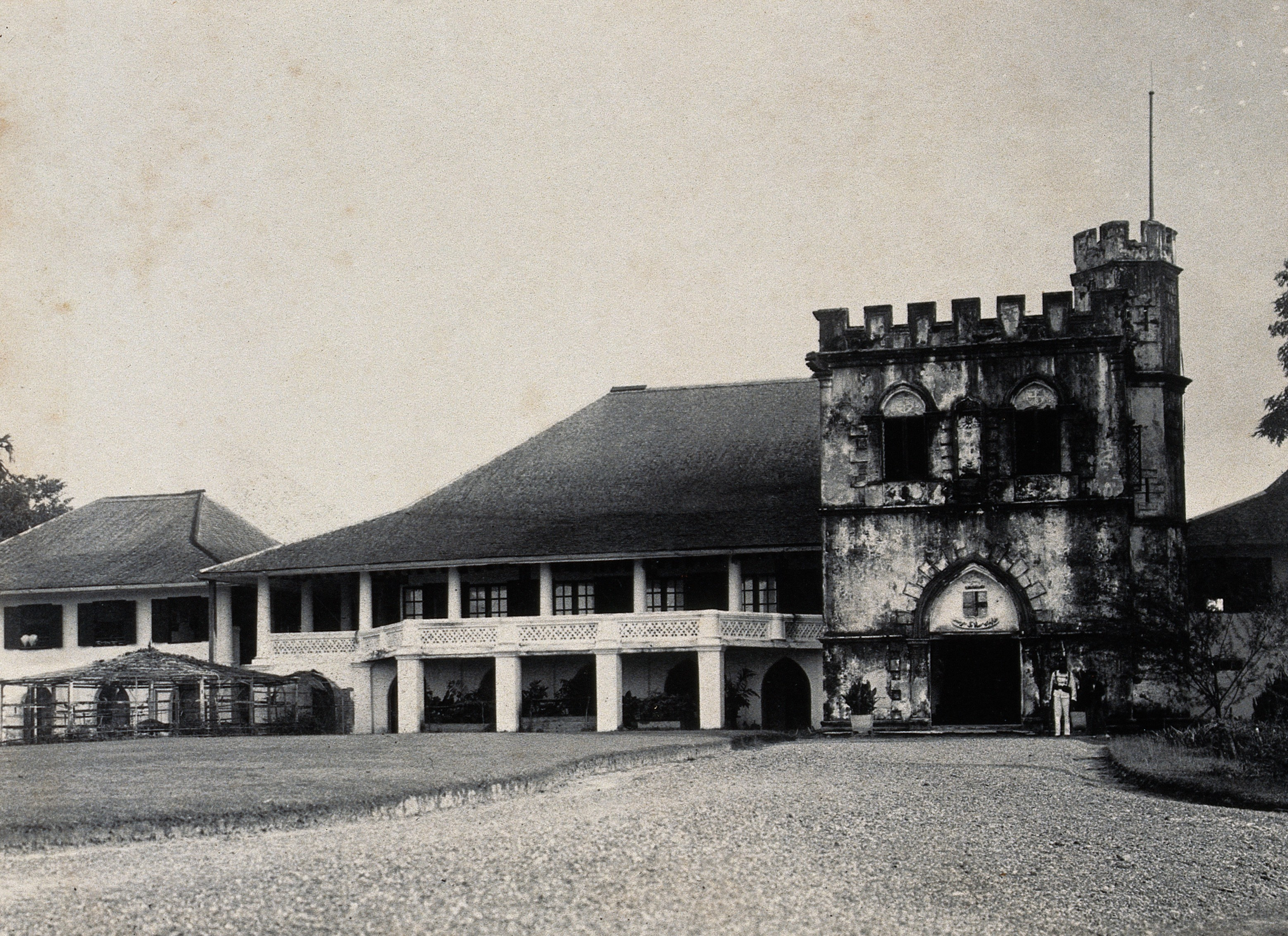
L'Astana, la résidence des Rajahs Blancs depuis 1870

Le lieu de résidence du rajah change plusieurs fois durant l'épopée des Brooke. Initialement, James Brooke loge dans le même bâtiment qui sert de cour de justice. Par la suite, un nouvel édifice, nommé La Résidence, est érigé et devient le lieu de résidence de James Brooke. Ce bâtiment est partiellement incendié durant la rébellion de 1857. On déplace alors les quartiers du rajah dans la tour de la Government House. Le rajah Charles Brooke fait abattre cette tour et commence la construction de l'Astana, aujourd'hui la résidence des gouverneurs du Sarawak. Le bâtiment est composé de deux ailes soutenues par des colonnades en briques et coiffées de profondes toitures en bois-de-fer. La partie orientale du bâtiment permet de recevoir des visiteurs tandis que les parties centrales et occidentales accueillent les logements du rajah. Le sous-sol comporte les quelques bureaux administratifs du royaume. Le jardin de l'Astana est bien singulier pour le paysage local et se compose de gigantesques arbres espacées sur une large pelouse britannique entretenue par les jardiniers malais. Le rajah Charles Brooke prend ses quartiers dans l'Astana à l'été 1870.
Dans les sept premiers mois du règne de James Brooke, une cour de justice est créée, siégeant quotidiennement à Kuching, dans la maison de Brooke, pour établir la prééminence des lois du nouveau régime. Brooke rend lui-même justice, se fondant sur huit lois qu'il prend soin de faire imprimer. À ses côtés siègent les trois "Datu", ainsi que certains des 14 frères de Mudah Hassim. Le Native Council, le conseil des autochtones, peut également être consulté en cas d'affaire particulièrement importantes. En 1855 un Supreme Council est créé. Cette nouvelle entité correspond à l'institution législative du Sarawak. Le Conseil est présidé par le Rajah, à ses côtés siègent deux européens et 4 notables locaux. Le Supreme Council prit plus tard l’appellation de Council Negeri (Conseil National). En l’absence du Rajah c'est un conseil d'administration qui dirige le pays.
Durant le règne de Charles Brooke le pouvoir judiciaire est entre les mains du rajah, ce dernier est assisté par le magistrat en chef. Le consul britannique peut assister aux audiences si un citoyen britannique est impliqué dans un procès. Il est à noter qu'il existe une juridiction civile spécifique pour les Malais et une autre pour les Chinois. Ces deux juridictions ne traitent que les affaires civiles spécifiques à leurs minorités. Les différends entre Dayaks se règlent au sein de la tribu, en cas de conflit interne à une tribu, par le chef local. En cas de conflits entre plusieurs tribus, le différend se règle devant un "Local Resident" chargé de faire un arbitrage entre les différentes parties. Toutes les affaires criminelles sont jugées par le rajah à Kuching.

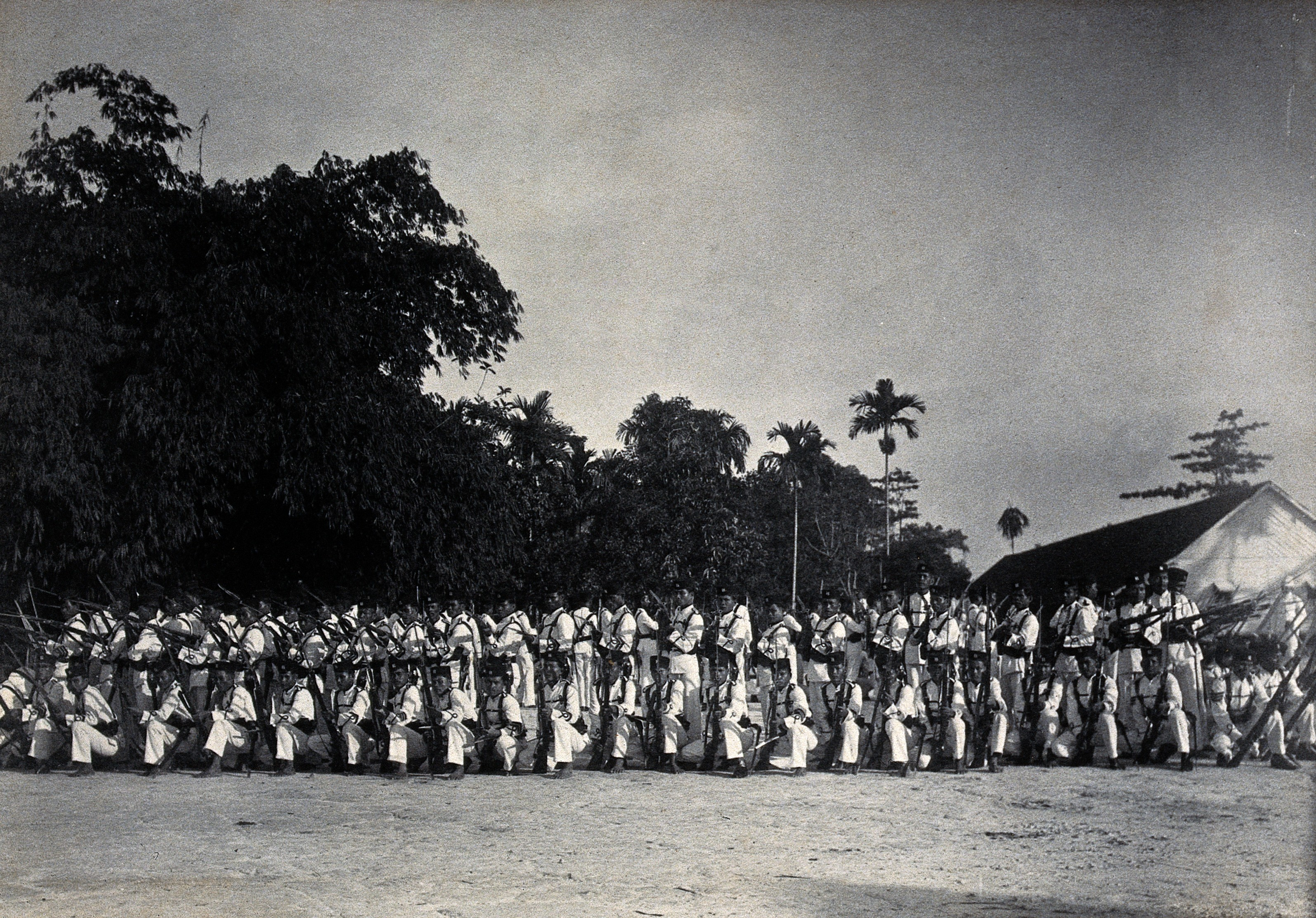
Des Sarawak Rangers en rang.

Les forces militaires du Sarawak s'organisent initialement en un simple petit corps de police armée nommé les Fortmen. Composé à l'origine d'une trentaine d'hommes choisis parmi les notables indigènes, ils ont pour tâche de garder les principaux forts ainsi que la résidence du rajah. À cela s'ajoute une milice postée en garnison sur les principales rivières du royaume. C'est le Datu Temenggong qui est le commandant en chef des forces armées. Les forces armées du Sarawak s'organisent autour du corps des Rangers du Sarawak à partir de 1862. Un uniforme pour les rangers est dessiné par Charles Brooke sous son règne. Ce sont les rangers qui luttent contre les Japonais durant l'Invasion de Bornéo en 1942.

### Symboles nationaux
Les armoiries du Royaume de Sarawak dérivent de celles de la famille Brooke. Elles sont composées à la cime du blaireau, passant à l'écu mi-parti de gueules et de sable, au quatre cantons d'or engrêlés, à la couronne en cœur. À cela s'ajoute la devise du royaume de Sarawak, Dum Spiro Spero, qui en français peut se traduire par « Tant que je respire, j’espère » qui se rapproche de l'expression « Tant qu'il y a de la vie il y a de l'espoir ».
Le Sarawak utilise dans un premier temps la croix de Saint-Georges comme étendard officiel. Par la suite, c'est un nouveau drapeau qui est adopté sous le règne de James Brooke, le Sarawak Flag, portant une croix bleu et rouge sur fond jaune avec une couronne ornant le centre. Charles Brooke modifie le Sarawak Flag en remplaçant la demi-croix bleue par une de couleur noire. Charles Vyner Brooke s'inspire des couleurs de ce dernier pour créer l'ordre de l'étoile du Sarawak, la plus haute distinction du royaume en 1928.

Drapeaux du Royaume de Sarawak
La Croix de Saint-Georges, le premier étendard du Sarawak
Le second drapeau du Royaume de Sarawak de 1848 à 1870
Le troisième drapeau du Royaume de Sarawak à partir de 1870

Gone Forth Beyond the Sea est l'hymne national du Sarawak, il est composé en 1872 par Margaret de Windt en l'honneur de feu James Brooke. Margaret dédie l'hymne à son mari le rajah Charles Brooke.
Sous le règne de James Brooke il n'existe aucun uniforme officiel de rajah de Sarawak, le souverain Brooke s'affublant de son éternelle vareuse bleu ou d'une chemise blanche. Charles Brooke définit pour la première fois l'uniforme officiel du souverain durant les années 1890. Ce dernier est composé d'une veste bleue ornée d'une boutonnière parée de revers jaune d’œuf et décorée d'une fleur de chèvrefeuille. À cela s'ajoute un solar-topee (le traditionnel couvre-chef colonial) cintré d'une écharpe de couleur magenta.

## Subdivisions

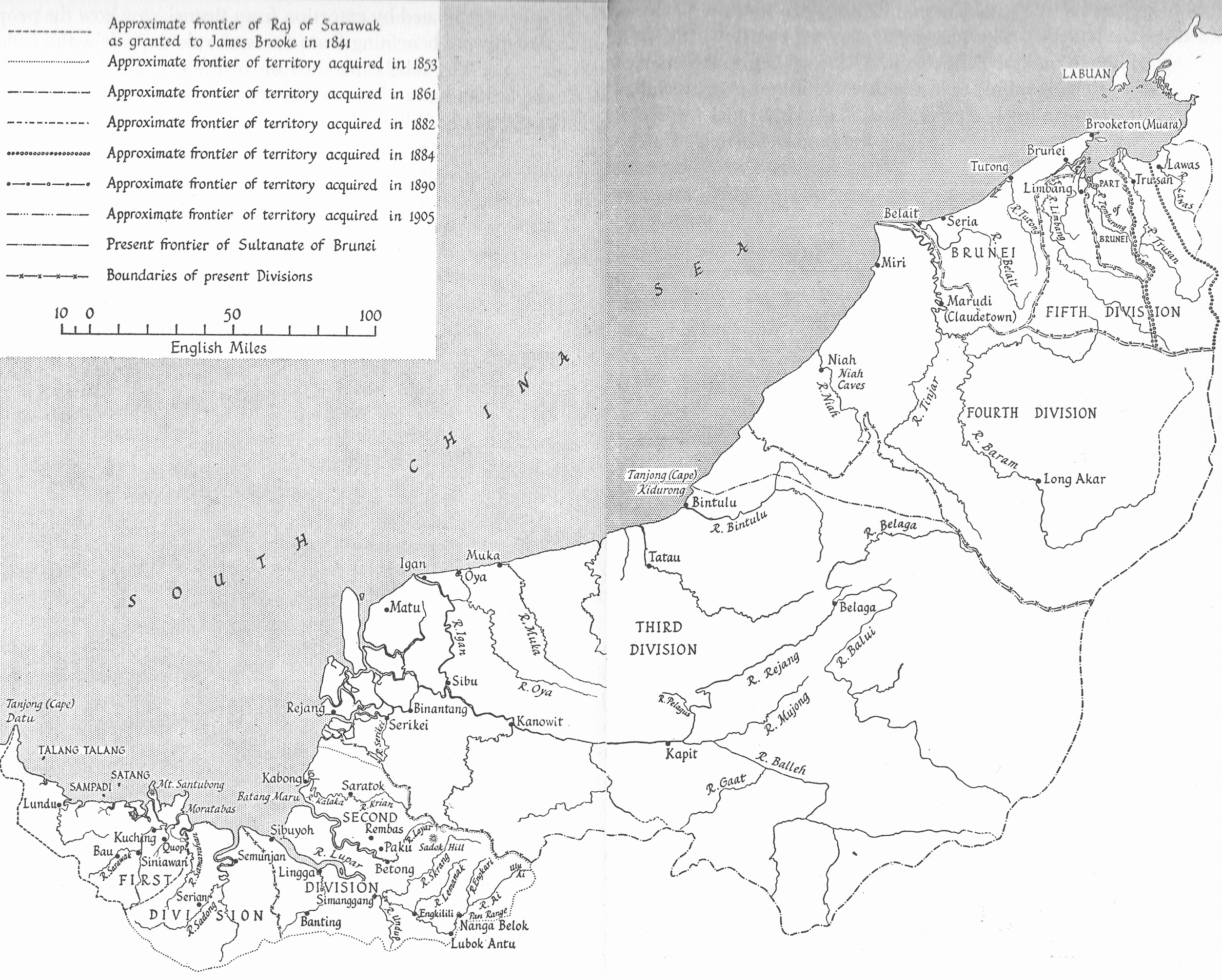
Division administrative du Royaume de Sarawak

Le royaume de Sarawak, à son extension territoriale maximale, se découpe en cinq divisions administratives. Ces divisions sont le résultat des acquisitions territoriales successives depuis l'accession de James Brooke au pouvoir sur le territoire s'étendant autour de Kuching. Ainsi, elles traduisent l'accroissement du territoire du Sarawak vers l'est de l'île de Bornéo.
- La 1re division correspond au territoire cédé par Mudah Hassim à James Brooke en 1841 ainsi que d'une partie de celui acquit en 1853. Géographiquement parlant, celui-ci s'étend de la pointe ouest du nord de l'île de Bornéo qui correspond au Tanjung Datu jusqu’à l'est de la rivière Sadong près de la localité de Simunjan. Elle comprend notamment la capitale Kuching mais également la ville de Bau, lieu d'origine de la rébellion chinoise de 1857[79],[80].
- La 2e division correspond à la partie orientale du territoire acquit en 1853 mais également d'une petite partie, la plus occidentale, de l'élargissement territorial de 1861. C'est dans cette division que la lutte contre les pirates est la plus acharnée. On y trouve notamment le lieu de la bataille de Batang Maru mais également les rives du fleuve Skrang ou du Saribas[79],[80].
- La 3e division, également la plus grande en termes de superficie, est le fruit des annexions consenties des tribus indigènes sous l'influence du Sarawak en 1861. Elle s'étend du sud de l'embouchure du Rejang jusqu'à l'est de la ville de Bintulu. C'est dans cette division que se situe la ville de Mukah (en), le lieu de l'incident diplomatique entre le Sarawak et le Royaume-Uni quand les troupes de Brooke font face à un bateau à vapeur aux intentions hostiles de la Royal Navy[79],[80].
- La 4e division est le résultat du transfert de la souveraineté du Baram entre le Brunei et le Sarawak en 1882 après de longs mois de tractations[81]. C'est dans cette division que se situent les champs pétroliers proches de la ville de Miri, qui soutiennent une bonne partie de l'économie du royaume tout au long du XXe siècle[79],[80].
- La 5e division se compose de la partie la plus orientale du royaume. Elle est créée à la suite de l'incorporation des territoires avoisinants les villes de Limbang et de Lawas entre 1890 et 1905. Ce sont les derniers agrandissements du territoire du Sarawak. On trouve à l'intérieur de ce territoire une partie du territoire du Brunei. C'est également au sein de cette division que se situe Brooketon, la localité dans laquelle se trouve la résidence secondaire des Rajahs Charles et Charles Vyner Brooke. C'est au nord de Brooketon que les troupes australiennes débarquent pour libérer une partie de l’île de Bornéo en juin 1945[79],[80].

## Géographie

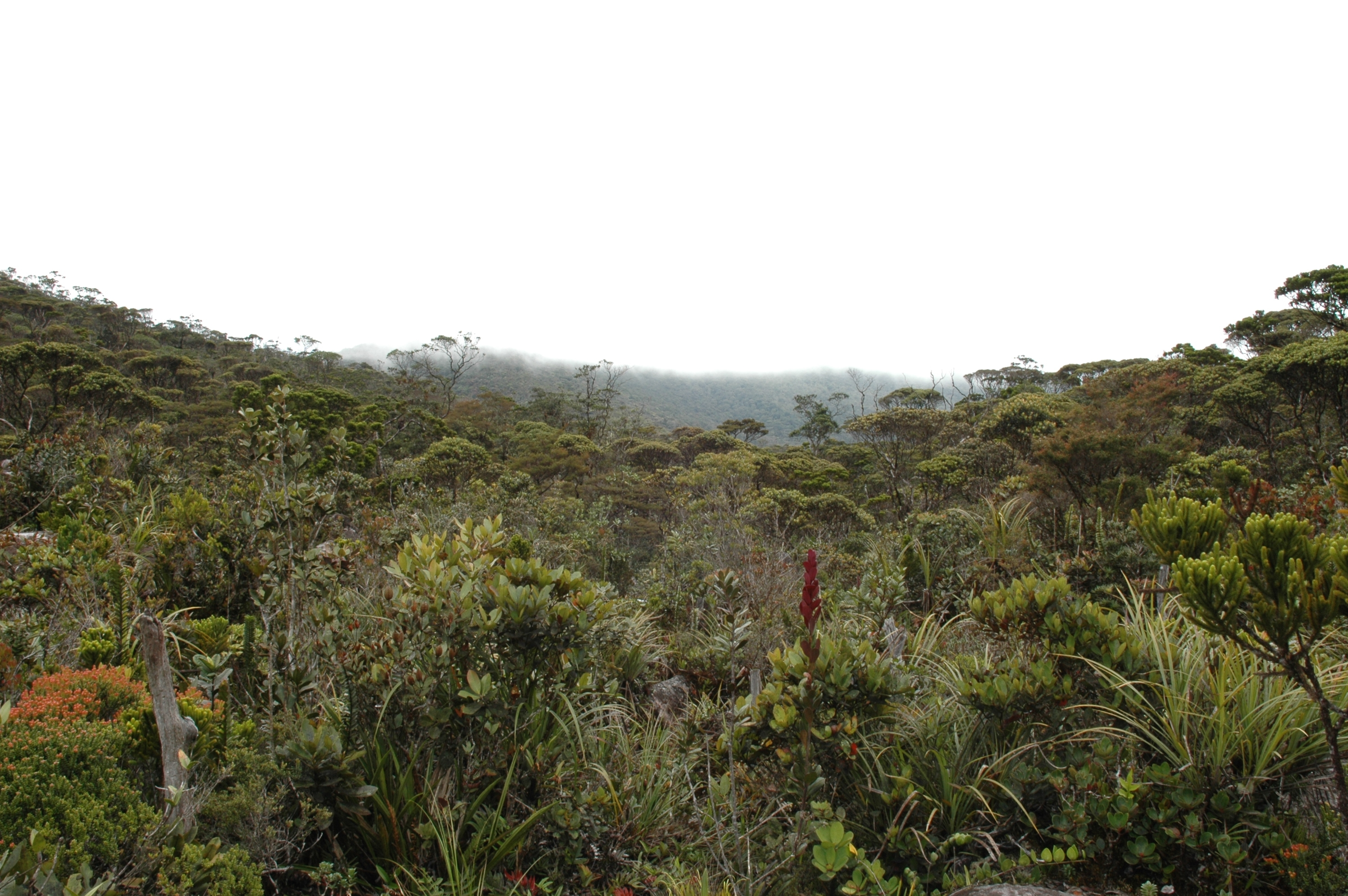
La végétation près du Mont Murud

Le Sarawak est situé au nord de l'île de Bornéo. À son extension maximale, le Sarawak a une superficie de 124 450 km2 ce qui correspond aujourd'hui au quart du territoire français environ. Son territoire est situé immédiatement au nord de l'équateur, entre les latitudes 0,5° et 5°° Nord et sa longitude est comprise entre 109,36° et 115,4° Est. Le Sarawak est délimité au nord par la mer de Chine méridionale. La côte longue de 750 km est interrompue sur 150 km en tout et à deux reprises par le territoire du sultanat de Brunei. Il possède donc des frontières terrestres avec Brunei, le protectorat britannique de Bornéo du Nord à l'est et les Indes néerlandaises au sud.
Le royaume de Sarawak est essentiellement composé de jungles et de rivières avec cependant la présence de reliefs qui s'étalonnent[Quoi ?] au fur et à mesure que l'on se rapproche du centre de l'île de Bornéo. Le point le plus élevé du Sarawak est le Mont Murud (2 438 m) situé à l'est du royaume dans la 5e division. Ces hautes terres centrales dominent des terres basses constituées de marécages ainsi que de plaines alluviales ou associées à des deltas fluviaux de petite taille. De ce fait la population se concentre massivement le long des rivières et des côtes de la mer de Chine Méridionale au nord où l'on retrouve les principales villes du pays à l'instar de la capitale Kuching. Les principaux fleuves du pays sont le Sarawak, le Baram, et le Rajang.

## Économie
L'économie du royaume de Sarawak se base surtout sur l'exploitation de ressources naturelles. C'est de cette exploitation que l'essentiel des revenus sont tirés et parviennent au sein du trésor public. C'est ce même trésor public qui présente des singularités assez troublantes[Lesquelles ?] qui mettront, plusieurs fois, en péril le précaire équilibre budgétaire sur lequel est établi le royaume de Sarawak.

### Ressources naturelles
À l'arrivée de James Brooke au Sarawak, la seule ressource exploitée et commercialisée du territoire est l'antimoine qui est exploité par la population locale. Il est alors est principalement exporté vers Singapour. Le minerai est alors connu sous le nom de « pierre de Singapour » du fait du monopole de la cité sur ce commerce. La pierre d'antimoine sert principalement à remblayer les chaussées singapouriennes. Les occidentaux se servent de la pierre d'antimoine pour fabriquer des plombs d'imprimerie, des boîtes de conserve ou encore des balles de fusil. En plus des mines d'antimoine, le rajah Brooke remet en exploitation quelques petites mines de diamant qui fournissent selon les témoignages quelques diamants jaunes, troubles et de piètre qualité,. Le sagou, qui est alors l'aliment principal des habitants de l'île, est également vendu sous sa forme brut aux raffineries de Singapour ce qui génère des revenus vitaux pour le Sarawak. L'importante immigration chinoise sous le règne de James Brooke permet l'exploitation de mines d'or autour de la ville de Bau. Ce sont ces mineurs d'or chinois qui se révoltent en 1857 et qui manquent de peu de renverser le régime.
Charles Brooke contribue au développement économique du Sarawak notamment en pacifiant le territoire. Il tente de mettre en culture des plants de cacao ainsi que des plants de thé bien que le climat l'empêche de pousser. Brooke étudie également la possibilité d'introduire la culture de l'indigotier. Il dynamise la production minière notamment en inaugurant de nouvelles mines d'or et de charbon.
En 1856, est créée une compagnie commerciale chargée de gérer l'exploitation des monopoles gouvernementaux, particulièrement les ressources d'opium et d'antimoine, et le développement commercial du Sarawak. La Borneo Company est donc enregistrée à Londres avec un capital initial de 60 000 livres et acquiert son premier bâtiment, baptisé le Sir James Brooke, qui assure la liaison commerciale entre le Sarawak et Singapour. D'abord seule compagnie occidentale sur les territoires sous influence britannique à Bornéo, la création de la North Borneo Company fin 1877, vient concurrencer la Borneo Company de Sarawak.

### Finances et trésor public

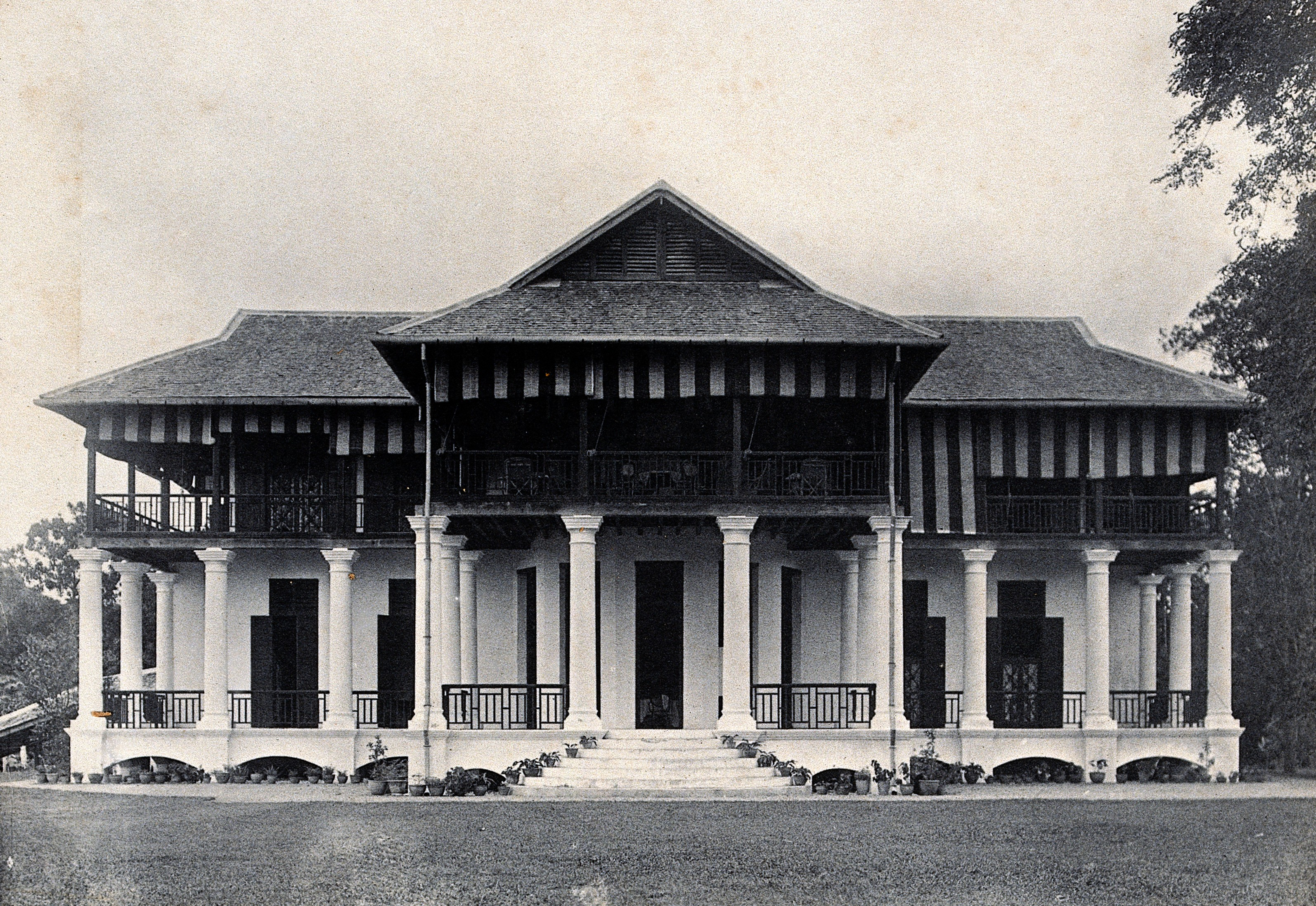
Le siège de la Bornéo Company en 1896.

Alors que dans son pays circulent la roupie indienne, la piastre espagnole et le peso mexicain, James Brooke fonde en 1858 une unité monétaire, le dollar de Sarawak, qui disparaît en 1953. Elle circule dans la région des Établissements des détroits (Straits Settlements), à partir de 1867, au même taux que le Straits dollar ou dollar des Établissements des détroits.
Du point de vue financier, sous le règne du premier rajah, il n'existe aucune séparation entre le trésor public du Sarawak (Sarawak Government Treasury) et la fortune personnelle de James Brooke. Ce dernier considère le royaume du Sarawak comme un investissement, s'ancrant bien dans les mœurs libérales de son époque. Un problème apparaît lorsque Brooke contracte une dette importante auprès de la Borneo Company après la révolte de 1857 pour redresser le pays. Dès lors il risque lui-même la faillite et par conséquent celle du Sarawak,. Cette situation est résolue quelques mois plus tard par l'obtention d'un prêt de 5 000 livres sans conditions auprès d'Angela Burdett-Coutts, une amie de James, qui permet de rembourser intégralement la Borneo Company.
Sous le règne de Charles Brooke, c'est vers les comptes de la Borneo Company que se trouve l'argent public[pas clair]. Ainsi tant que la compagnie prospère tout se passe pour le mieux mais quand cette dernière est sujette à des difficultés financières c'est tout le royaume de Sarawak qui se trouve en difficulté, par extension. À la suite d'une mauvaise gestion, la Borneo Company connait une banqueroute en 1903 ce qui place le royaume dans une situation précaire qui n'est résolue qu'après un assainissement particulièrement rigoureux des comptes de la Borneo Company en 1905.

## Démographie
James Brooke divise la population du royaume de Sarawak en trois groupes : les Malais, les Chinois et les Dayaks. Ces derniers peuvent être diviser en deux sous-groupes : les Dayaks dits « de la mer » et les Dayaks « des montagnes » ou « des collines ». Le nombre de Dayaks des montagnes est estimé à 10 000 dans le district de Sarawak tandis que l'on dénombre une vingtaine de tribus dayaks sous l'influence du sultanat de Brunei lors de l'accession au pouvoir de Brooke. La population de Kuching, la capitale du Sarawak, est estimée à environ 8 000 habitants à la fin des années 1840 et à 25 000 habitants au début du XXe siècle. En 1856, un fonctionnaire de James Brooke dénombre environ 4 000 personnes au sein de la diaspora chinoise.
Avant 1930, tous les observateurs s'accordent pour décrire la croissance de la population du Sarawak comme très lente. Un recensement de la population en 1935 établit le nombre d'habitants du royaume à près de 491 000 personnes. Cependant il est fort probable que ce recensement soit incomplet du fait de la difficulté de recenser des tribus indigènes encore coupées du monde. En 1939, un nouveau recensement, comptabilisant cette fois-ci la population indigène, rapporte le nombre de presque 362 000 indigènes présents sur le territoire du Sarawak bien que ce recensement soit, lui-aussi, probablement incomplet. En 1947, peu après la cession du royaume au Royaume-Uni, de nouvelles données sont produites et font apparaître une population de 546 000 individus dont 395 000 indigènes,.
| Recensement | Population | Population indigène | Part de la population indigène (en %) |
| ----------- | ---------- | ------------------- | ------------------------------------- |
| 1935*       | 490 585    | 361 626             | 73,7                                  |
| 1947        | 546 385    | 395 417             | 72,4                                  |
| 1960        | 744 529    | 507 253             | 68,1                                  |

- Le recensement de 1935 est présumé incomplet, de plus les données présentées pour la population indigène ont été produites en 1939.

## Culture
Avant l'arrivée de la dynastie des Brooke, le territoire correspondant au royaume de Sarawak est occupé par des tribus, sous l'influence du sultanat de Brunei dont les dirigeants sont de culture arabe. Ces tribus se révoltent contre le sultanat de Brunei notamment en raison de l'interdiction d'exercer leur culte. Avec l'accession au pouvoir des Rajahs blancs, ces tribus peuvent de nouveau exercer leurs rites. Seule la pratique dite des "réductions de têtes" demeure interdite. Par ailleurs, dans les localités où l'influence du Brunei est majoritaire, les lois et les traditions héritées de l'islam ont été maintenues tant qu'elles ne représentent pas de danger pour les institutions en place.
De ce fait, le royaume de Sarawak est constitué d'une multitude d'ethnies chacune ayant sa culture propre que l'ouvrage de Margaret Brooke décrit partiellement. Ainsi, les Malais possèdent une culture liée à la mer et aux rivières. Ce sont des pêcheurs et des bâtisseurs de navires à majorité musulmane. Les Melanaus sont également des pêcheurs, ils sont cependant plus établis au bord des rivières de Bornéo et du delta du Rajang. Il subsiste au sein de ce groupe une culture propre bien qu'ils soient à majorité de confession musulmane. Les Dayaks et les Kayans vivent éparpillés dans les terres, à cheval sur les différentes entités qui composent l'île de Bornéo. Ils vivent de l’agriculture et de la cueillette des produits de la forêt. À toutes ces ethnies il faut ajouter la culture importée par les colons chinois établis sur les côtes de la mer de Chine méridionale.
Le Sarawak, du fait de sa riche biodiversité, devient une destination pour quelques naturalistes. Alfred Wallace fait du Sarawak un de ses lieux de prédilections pour affiner sa théorie de l'évolution qu'il pense en même temps que Darwin. De 1854 à 1862, Wallace explore l'archipel malais ou Indes orientales (aujourd’hui la Malaisie et l'Indonésie) afin de recueillir des spécimens, destinés à être vendus, et d'étudier la nature. Ses observations sur les différences zoologiques prononcées de part et d’autre d'un détroit de l'archipel le mènent à son hypothèse sur la frontière biogéographique aujourd’hui appelée « ligne Wallace ». Wallace collecte plus de 125 000 spécimens dans l’archipel malais, particulièrement au Sarawak, (dont quelque 80 000 coléoptères) ; plus d'un millier sont des espèces inconnues jusqu'alors. Une de ses descriptions les plus célèbres durant ce voyage est celle d'une grenouille volante, Rhacophorus nigropalmatus,. Quelques années plus tard, c'est le botaniste italien Odoardo Beccari qui s'installe pour étudier la flore locale.
Durant le premier voyage de James Brooke en Angleterre, une mission évangélisatrice de la Borneo Church Mission vient s'installer au Sarawak. Menée par Frank McDougall et sa femme Hariette, la mission ouvre un dispensaire et une école puis construit un bâtiment surnommé « L'arche de Noé », afin d'accueillir les missionnaires dans de nouveaux locaux,. Brooke considère cette mission avec éloignement[pas clair] bien que réticent, initialement, à l'idée d'une conversion forcée des autochtones. Ainsi, il maintient une position assez froide envers les missionnaires locaux bien que les tolérant jusqu'à ce qu'il se soit assuré que les conversions d'autochtones ne soient pas forcées mais bien consenties par ces derniers. Lors de la visite au Sarawak du célèbre naturaliste Alfred Wallace, James Brooke échange avec lui au sujet de la théorie de l'évolution ce qui offense l’évêque McDougall.

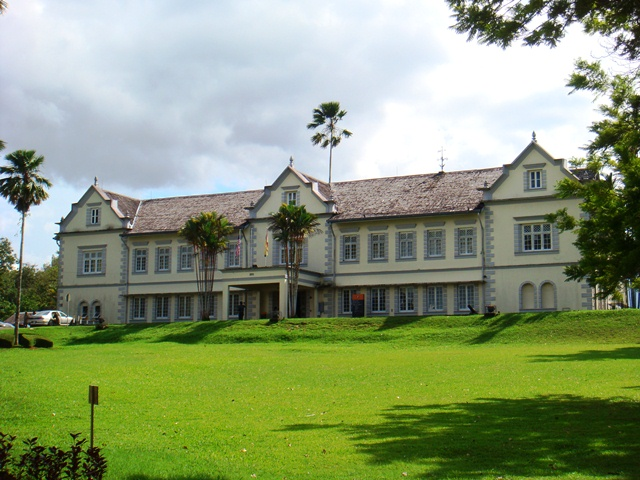
Le Musée du Sarawak

Le musée du Sarawak est le musée le plus ancien de Bornéo, il est financé par Charles Brooke et ouvert en 1891 à Kuching. Bien que devant accueillir des collections d'espèces animales venant de la jungle, dans la lignée de la visite d'Alfred Wallace, ce sont surtout des collections d'objets indigènes locaux qui trouvent rapidement leur place dans le bâtiment. L'édifice est agrandi plusieurs fois tout au long du XXe siècle, notamment en 1911 où on y ajoute une nouvelle aile sous l'impulsion du conservateur John Coney Moulton. Le bâtiment subit très peu de dommages pendant la Seconde Guerre mondiale notamment grâce à la protection d'un officier japonais affectionnant l'histoire naturelle.
Les Britanniques expatriés du Sarawak avaient notamment l'habitude se retrouver au Sarawak Club de Kuching.

## Divers
Sur le plan sportif, il existe une régate d'aviron du Sarawak instituée par le missionnaire Frank McDougall. Une course hippique a également lieu officiellement à partir de 1890, même si elle pourrait remonter à 1881. La Sarawak Gazette est lancée en septembre 1870 à Kuching, le journal prendra vite la forme d'un quotidien et reste le seul média important du pays jusqu'à l'annexion du Sarawak par le Royaume-Uni en 1946.